# Villa royale de Monza
La villa royale de Monza (en italien : Villa Reale di Monza) est un palais historique de style néoclassique situé à Monza en Lombardie, construit entre 1777 et 1780 sur un projet de l'architecte Giuseppe Piermarini pour l'archiduc Ferdinand d'Autriche.

## Situation
Le palais s'élève au nord de la ville de Monza, sur l'avenue Brianza et à l'extrémité orientale d'une large artère, l'avenue Cesare-Battisti. Il est entouré d'un immense parc arboré.

## Histoire

### La construction

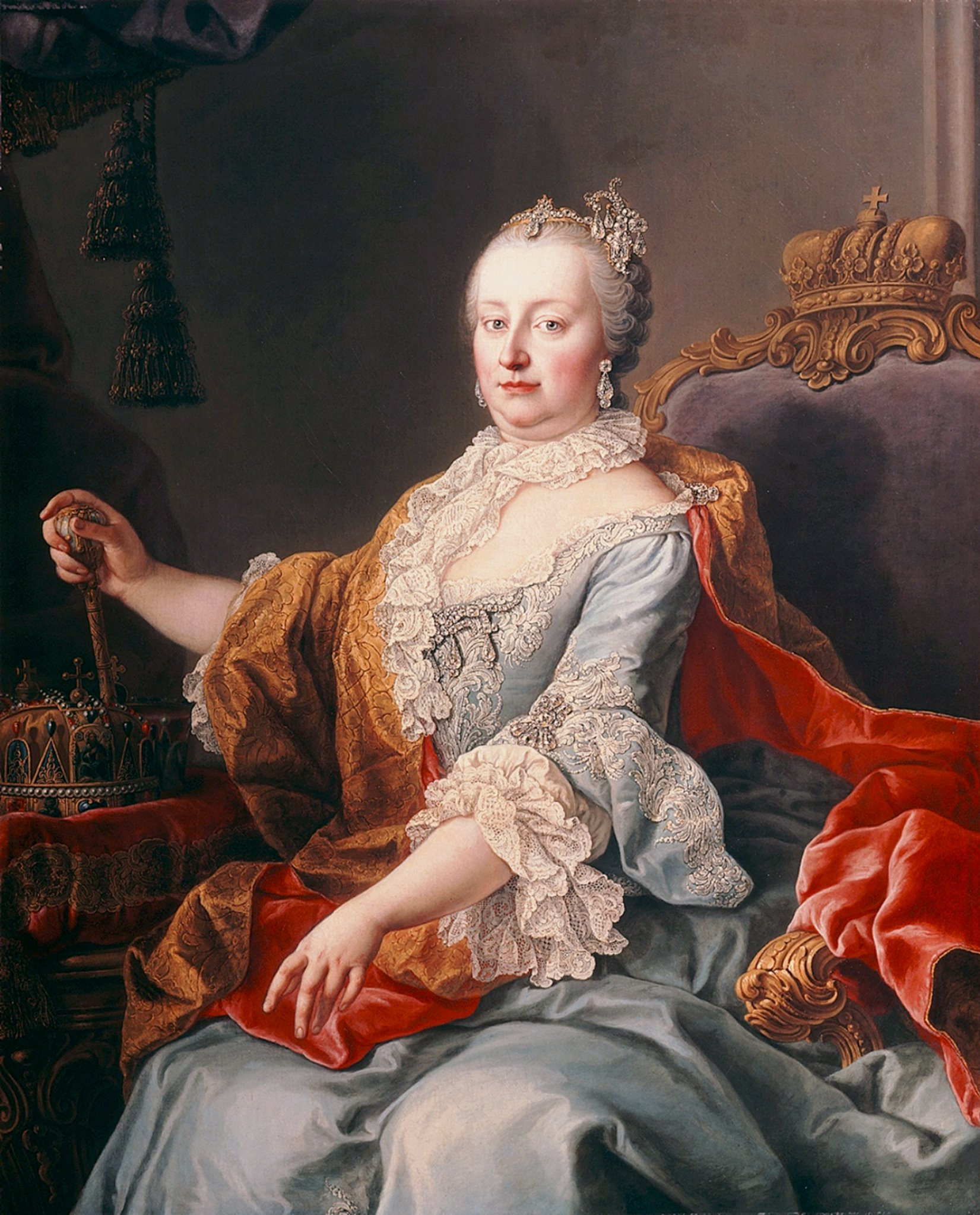
L'impératrice Marie-Thérèse d'Autriche fut la première à commander la construction d'un palais pour le gouverneur de la Lombardie autrichienne.

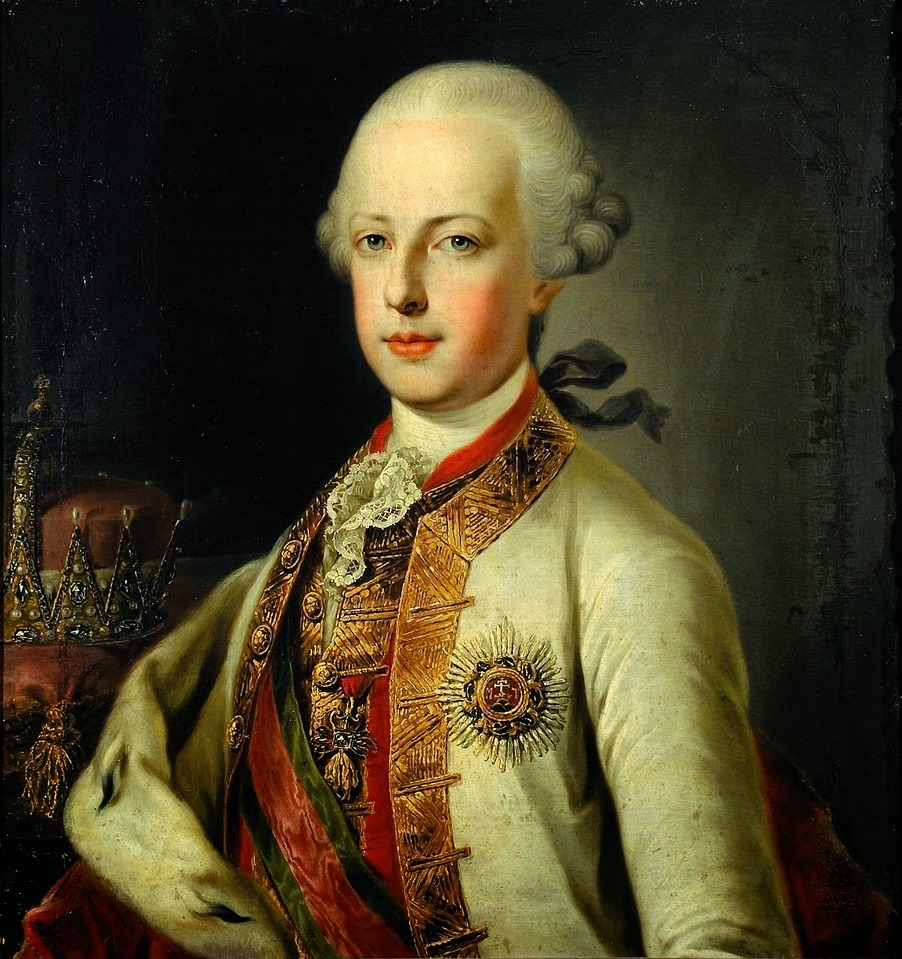
Archiduc Ferdinand d'Autriche-Este, fils de l'impératrice Marie-Thérèse et gouverneur autrichien de Milan.

La construction de la villa a été commandée par les impératrice Maria Teresa de Habsbourg comme résidence d'été pour la cour archiducale de son fils Ferdinand d'Autriche-Este, gouverneur général de la Lombardie autrichienne de 1771, qui s'installa initialement dans la Villa Alari de Cernusco sul Naviglio, louée par les comtes Alari (it). Le choix de Monza était dû «à la salubrité de l'air et à l'agrément de la ville», mais il exprimait également un fort symbole de lien entre Vienne et Milan, étant l'endroit sur le chemin de la capitale impériale.
La tâche de construction, confiée en 1777 à l'architecte impérial Giuseppe Piermarini, fut achevée en seulement trois ans, tout en complétant l'aménagement des jardins quelques années supplémentaires devinrent nécessaires.
Par la suite, le jeune Archiduc Ferdinand fit faire des agrandissements au complexe, toujours par Piermarini, et utilisa la Villa comme sa propre résidence de campagne jusqu'à l'arrivée du Armées napoléoniennes en 1796.

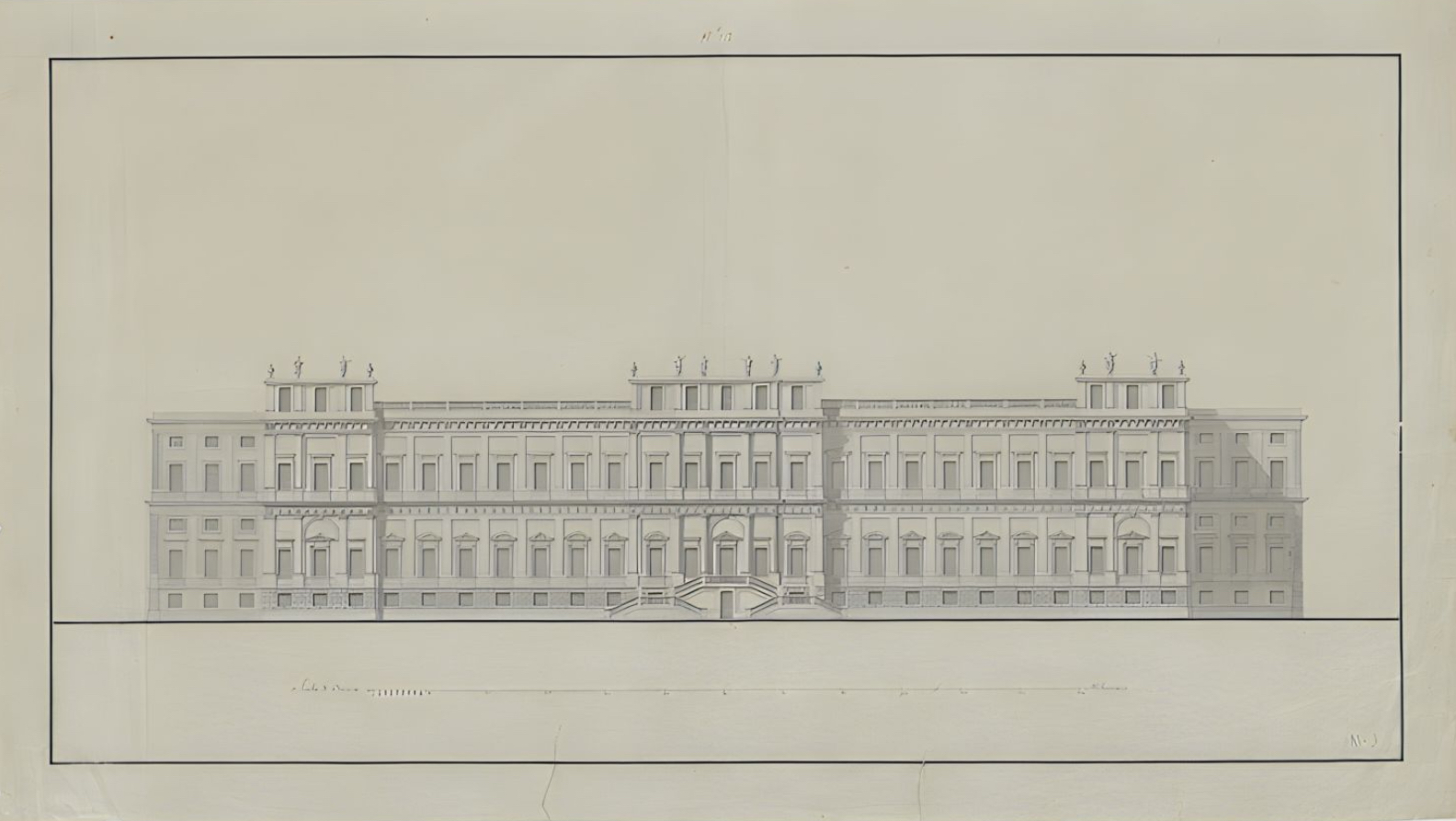
La Villa Archiducale dans un prospectus de Giuseppe Piermarini (1772)

Parmi les principaux modèles dont Piermarini s'est inspiré figurent le château de Schönbrunn et le palais de Caserte de son maître Vanvitelli. En particulier, le plan en forme de U inversé a été repris du Schönbrunn, qui combine le fort impact scénographique que les ailes latérales donnent à la façade principale avec la commodité de distribution qui impliquait l'utilisation du corps central pour les fonctions de représentation, les ailes latérales pour les appartements privés et les avant-corps pour les fonctions de service. À cet effet, le corps principal ne dispose que de deux étages qui font le double de la hauteur des pièces des ailes latérales, en plus du belvédère central situé au troisième étage. Dans les ailes destinées aux réceptions privées, il y a cinq étages, dont deux de moindre hauteur destinés aux domestiques. Contrairement aux autres palais impériaux, l’orientation est-ouest des façades est ici préférée, par rapport à l’orientation nord-sud classique qui garantissait un plus grand rayonnement solaire. On se demande si ce choix était dû à la garantie d'un climat plus frais dans les pièces de la villa, plutôt qu'à la volonté d'orienter la façade donnant sur les jardins vers les capitales de l'Empire austro-hongrois. La villa est considérablement grande : 700 pièces pour un total de 22 000 m2.

### La période napoléonienne

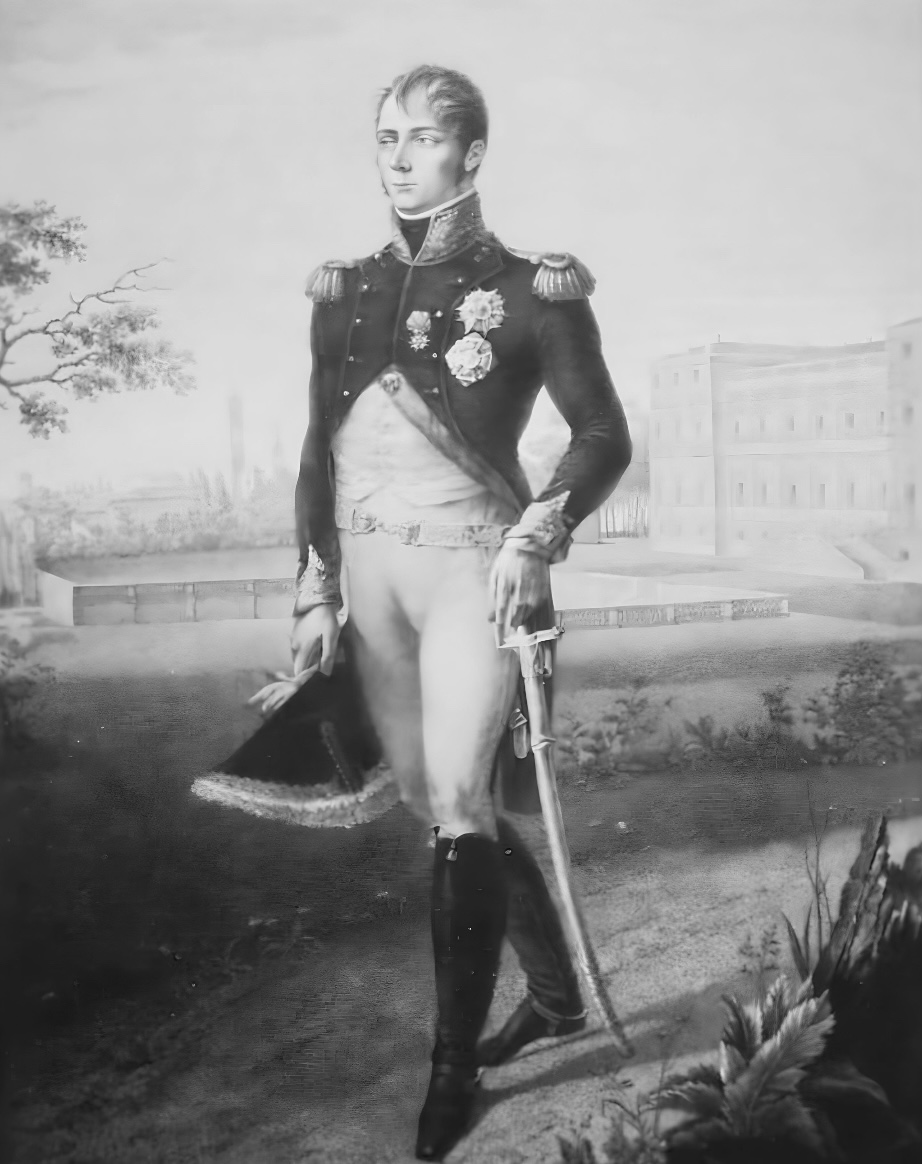
Le vice-roi Eugène de Beauharnais en marchant dans le Parc de Monza dans un print de l'époque

Eugène de Beauharnais, nommé en 1805 vice-roi du royaume napoléonien d'Italie nouvellement constitué, établit sa résidence principale à la villa qui donc à cette occasion a pris le nom de "Villa Reale".
p
Le nouveau vice-roi a chargé son architecte de confiance Luigi Canonica d'apporter des améliorations à la villa, notamment la construction du Théâtre de la Cour - un ensemble de structures pour la musique, chant, danse et théâtre - créés dans l'aile nord.

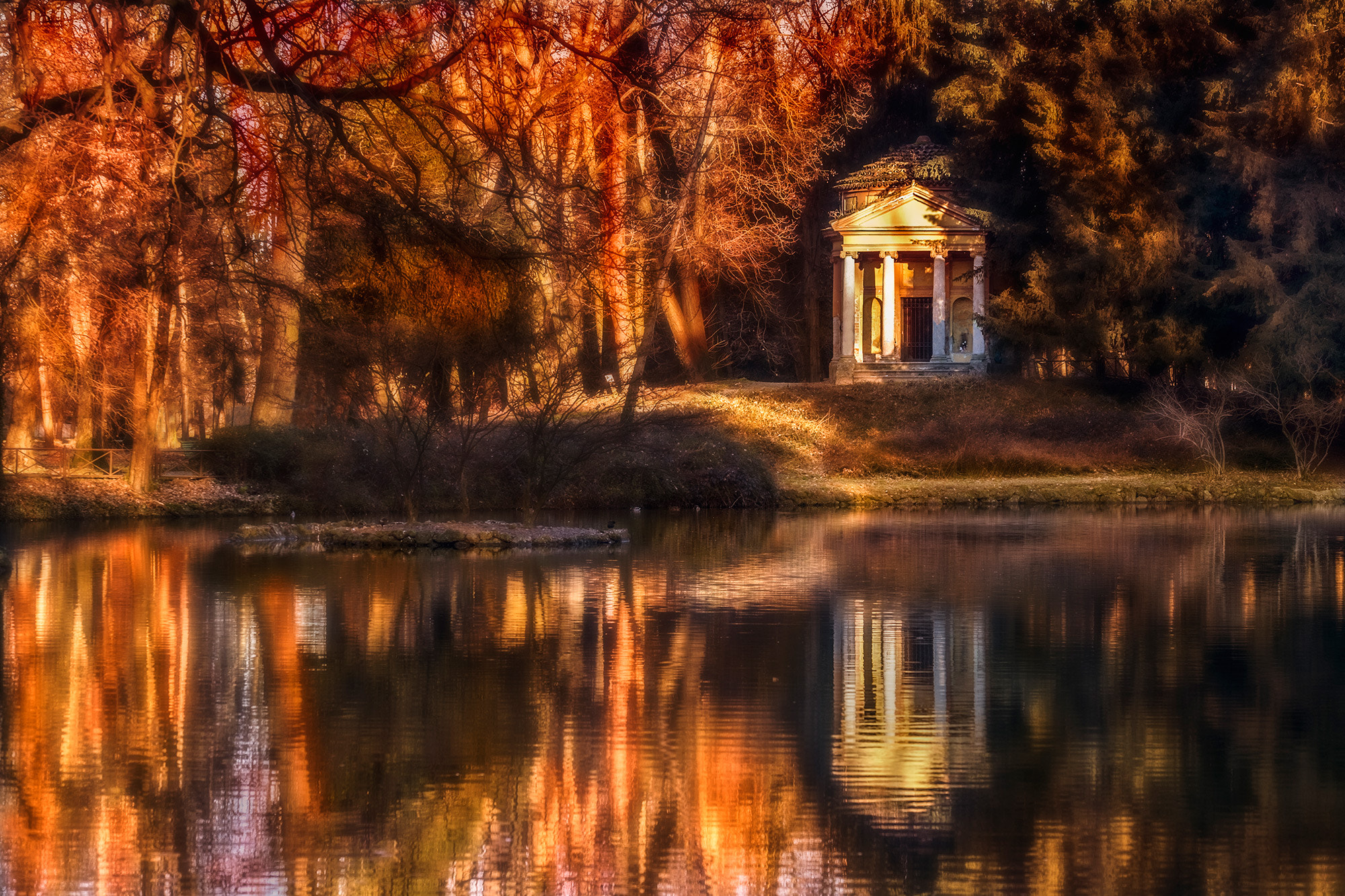
Le lac des cygnes, dans les Jardins royaux de Monza de la Villa Royale. En arrière-plan il y a le Temple du Lac des Cygnes

C'est également à la demande de Beauharnais que, entre 1806 et 1808, l'ensemble de la Villa et ses jardins fut agrandi, grâce à la création du vaste parc clôturé aujourd'hui connu sous le nom de parc de Monza ; en effet, c'est précisément entre 1807 et 1808 que fut construite l'enceinte actuelle, longue de 14 km, en utilisant les matériaux de démolition de l'ancien château des Visconti.

### Le retour autrichien
Après la chute de Napoléon en 1815, il y eut le retour des Autrichiens, avec la nomination comme vice-roi de Rainier de Habsbourg-Lorraine pour le nouveau royaume de Lombardie-Vénétie. L'archiduc Rainier était un passionné de botanique et c'est grâce à lui que le parc et les jardins furent enrichis d'essences nouvelles et précieuses.
C'est encore grâce à lui qu'en 1819 une école fut ouverte dans le parc pour former des jardiniers professionnels chargés d'entretenir les jardins des résidences impériales. L'Archiduc chargea l'architecte Giacomo Tazzini de moderniser la villa. Il travailla notamment aux appartements réservés aux fils et filles de l'archiduc, ainsi qu'aux sols, enrichis de précieux décors, et aux salles de bains. Ranieri quitta Monza en 1848 et pendant une très courte période le maréchal Joseph Radetzky s'y installa.
En 1857 arriva le nouveau gouverneur de Lombardie-Vénétie, l'archiduc Maximilien de Habsbourg qui l'occupa sporadiquement pendant seulement deux ans, clôturant définitivement la période austro-hongroise de la Villa Reale.

### Le royaume d'Italie

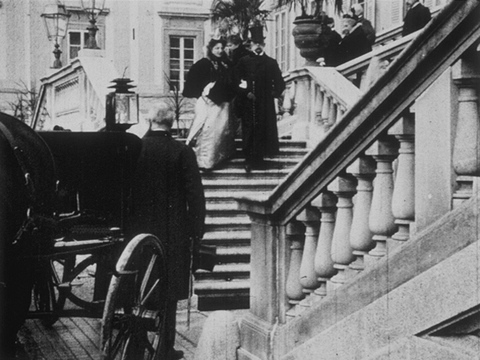
Le roi et la reine Marguerite de Savoie, descendant les marches de l'entrée de la Villa Reale à Monza.

Avec la fin de la deuxième guerre d'Indépendance (1859), la Villa Reale devint donc l'héritage de la maison de Savoie.
En 1868 la villa fut offerte par Victor-Emmanuel II à son fils, le futur Humbert Ier à l'occasion de son mariage avec Marguerite de Savoie. La villa était un cadeau très bienvenu et fut immédiatement utilisée par le couple royal ; après la mort du roi Victor-Emmanuel, des travaux de modernisation furent entrepris dont furent chargés les architectes Achille Majnoni d'Intignano et Luigi Tarantola.
À la disposition de la Villa, pour la maison royale et ses invités, en 1882 la Gare royale (it) voisine a été construite sur la nouvelle ligne ferroviaire Monza-Chiasso (d) (extension de la ligne Milan-Monza de 1840).
Le 29 juillet 1900 Humbert Ier de Savoie fut assassiné en plein Monza par Gaetano Bresci alors qu'il assistait à un événement sportif organisé par le club sportif « Fort et Libre ». À la suite de cet événement tragique, le nouveau roi, Victor-Emmanuel III, ne voulut plus utiliser la Villa royale, la fermant et transférant la plupart des meubles au Quirinale.

### XXesiècle

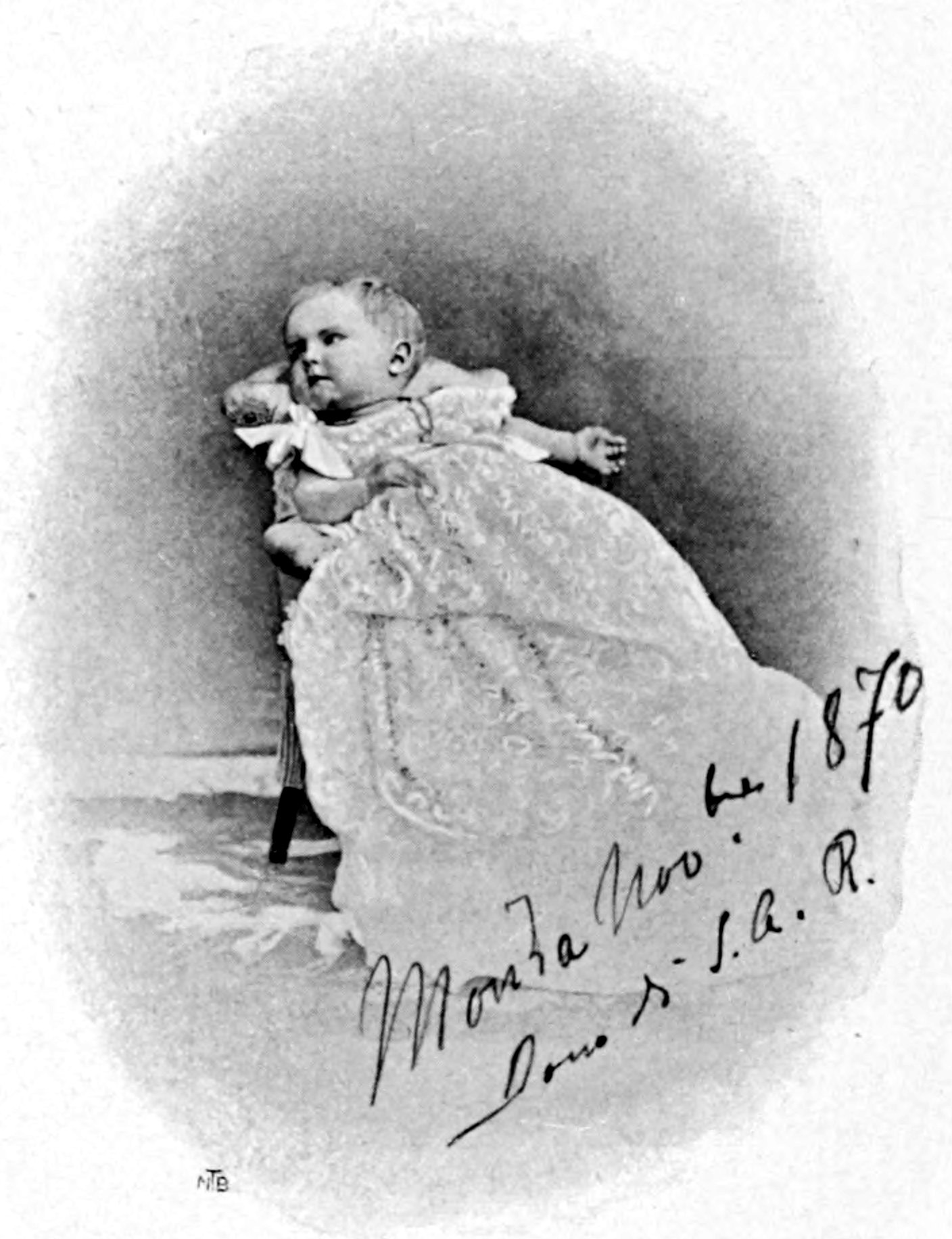
Le futur Victor-Emmanuel III de Savoie à l'âge d'un an, dans la Villa Royale de Monza, novembre 1870

En 1934 avec arrêté royal Victor-Emmanuel III de Savoie  fit don d'une grande partie de la Villa aux municipalités de Monza et Milan, Associés. Mais il garda toujours la partie sud avec les pièces de l'appartement de son père, le roi Humbert Ier, toujours constamment fermées dans sa mémoire.
Pendant la République sociale italienne, c'était le siège du commandement de la Garde nationale républicaine.
Les événements de la période immédiate de la Seconde Guerre mondiale ont provoqué des occupations, de nouvelles spoliations et un déclin du monument.
Avec l'avènement de la République, l'aile sud devint propriété et administrée par l'État. Le reste de la Villa Reale est administré conjointement par la municipalité de Monza et la région Lombardie.

### XXIesiècle

#### Bureaux déconcentrés des ministères

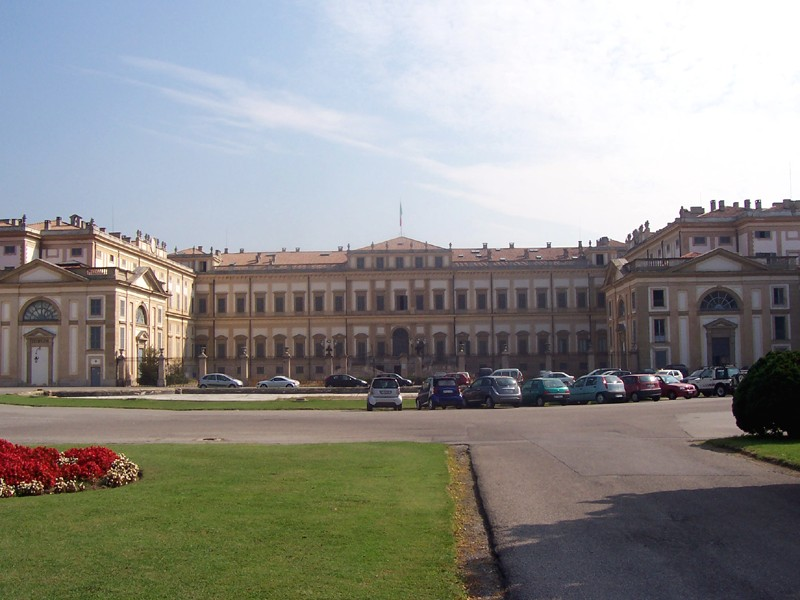
Vue générale de la Villa

Depuis le 23 juillet 2011, il accueille les antennes du ministère de l'Économie et des Finances et de certains services gouvernementaux (Réformes, Simplification et Tourisme) inaugurés en présence des ministres Giulio Tremonti, Umberto Bossi, Roberto Calderoli et Michela Vittoria Brambilla.
Le 19 octobre de la même année, le tribunal de Rome a annulé les décrets créant les bureaux périphériques des ministères à Villa Reale pour conduite antisyndicale, étant donné que ces bureaux avaient été créés sans impliquer les syndicats. et/ou ou sans activer au préalable, comme l'exige la loi, l'information ou la consultation préalable des syndicats,.
Avec la chute du gouvernement Berlusconi IV, les succursales en question ont été définitivement supprimées par le président Mario Monti.

#### Époque récente

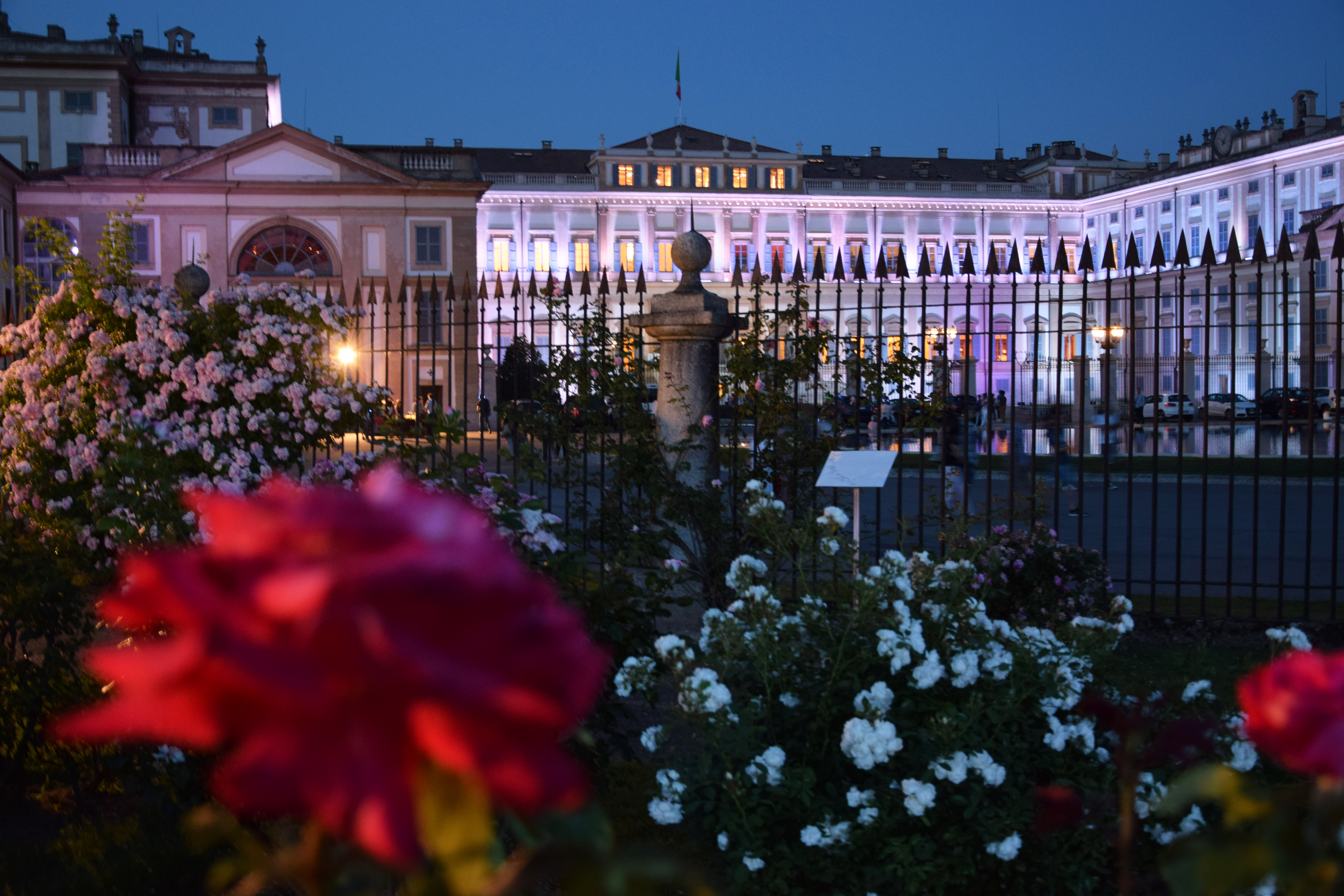
La villa royale de Monza

Après une longue période de dégradation due également à la scission des administrations, les travaux de restauration ont commencé en 2012 Site Web de la restauration de la villa à l'intérieur de la villa, qui impliquent la récupération et la valorisation du corps central, la récupération partielle des ailes nord et sud, la création de la zone technique à l'extérieur de la Villa côté nord et la récupération de la cour d'honneur du parvis.
En ce qui concerne la structure du bâtiment, il a été prévu la consolidation des murs du rez-de-chaussée, la restauration et la consolidation des voûtes et des planchers en bois, l'exécution de travaux extraordinaires d'entretien pour la sécurité de la cour et la restauration du plancher, du porte et la façade sud de la zone nord. En outre, le projet prévoyait le réaménagement du Belvédère organisé par l'architecte Michele De Lucchi et la restauration des pièces du rez-de-chaussée.
À la fin des travaux, le 26 juin 2014 la villa a été inaugurée le 8 septembre 2014.
Actuellement, vous pouvez visiter les appartements royaux de Humbert Ier et Marguerite de Savoie qui conservent encore une partie du mobilier, en plus des salles de réception et des autres appartements privés aménagés. pour la visite de l'empereur d'Allemagne Guillaume II en 1889, pour le prince de Naples, futur roi Vittorio Emanuele III, et pour la duchesse de Gênes, Élisabeth de Saxe, mère de la reine Marguerite.
La villa, les jardins royaux et le parc sont gérés par un seul Consortium (//www.reggiadimonza.it/index.phtml?Id_VMenu=151 Consorzio Villa Reale e Parco di Monza), dont font partie les propriétaires de la villa. En septembre 2022, il est annoncé qu'une Fondation sera créée comme Venaria : la Fondation est prête à promouvoir la Villa Reale et le parc de Monza. Un article publié par Artribune en 2022 propose d'utiliser la villa Royale de Monza pour exposer la Collection Terruzzi précédemment hébergé à la Villa Margherita à Bordighera, pleine de meubles, tapisseries et objets d'art de l'époque vénitienne et français du XVIIIe siècle.

## Description

### Emplacement
Le palais de Monza est située au nord du territoire de la commune de Monza, à 10 kilomètres au nord-est de Milan.

### Structure

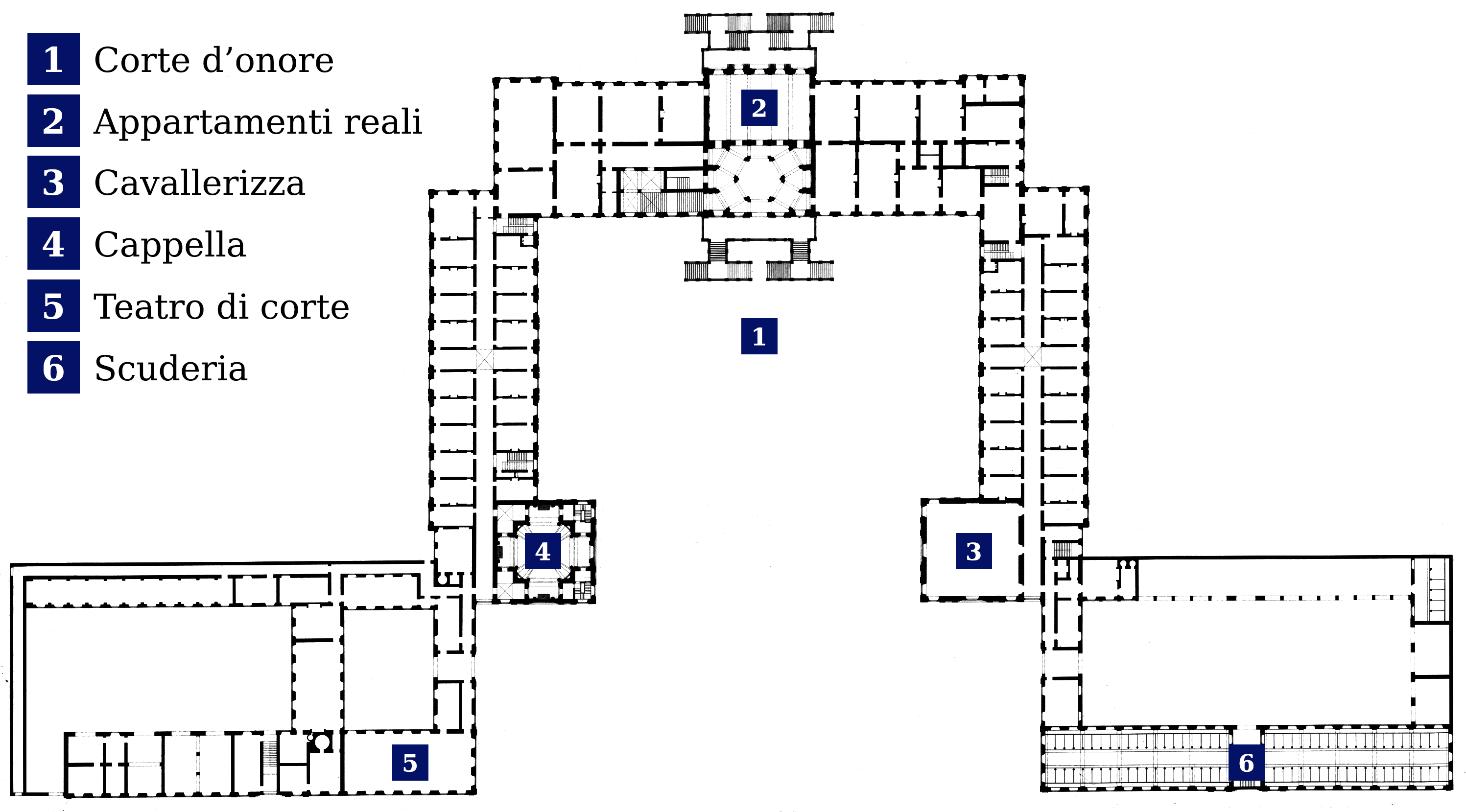
Plan du Palais

Piermarini a créé un bâtiment exemplaire de rationalité néoclassique adapté aux besoins d'une réalité suburbaine.
Les trois corps principaux, disposés en U, délimitent une grande « cour d'honneur » fermée à l'extrémité par les deux volumes cubiques de la chapelle et de la Cavallerizza, d'où partent les ailes inférieures des bâtiments de service : elle est définie il s'agit donc d'un espace rationnel, constitué par l'agencement ordonné de volumes qui se croisent orthogonalement et qui se développent progressivement en hauteur. Comme dans le palais de Caserte de Vanvitelli et avant cela à Versailles, dans la villa royale de Monza est mis en évidence un itinéraire qui, à travers une avenue principale, relie la villa au centre du pouvoir.
La décoration des façades, renonçant aux pignons, colonnades et panneaux en relief, est extrêmement rigoureuse, marquant les surfaces de subtils dégradés. Le caractère essentiel du style du bâtiment est dû non seulement à des choix de goût précis, mais aussi à des raisons politiques: la cour éclairée de Vienne préférait éviter une démonstration excessive de richesse et de pouvoir dans un pays occupé.
Même les intérieurs respectent le principe de rationalité et de simplicité qui caractérise l'ensemble du projet. En particulier, leur fonctionnalité semble avoir été soigneusement étudiée : les couloirs, par exemple, sont découpés de manière à desservir indépendamment différentes pièces utilisées pour des usages différents.
La décoration intérieure a été confiée aux principaux maîtres de la nouvelle Académie de Brera, fondée par testament archiducal en 1776. En particulier, les stucs et les décorations des salles de réception sont dus au Tessin. Giocondo Albertolli, les fresques et peintures de Giuseppe Levati et Giuliano Traballesi, les sols et les meubles de l'atelier de Giuseppe Maggiolini.

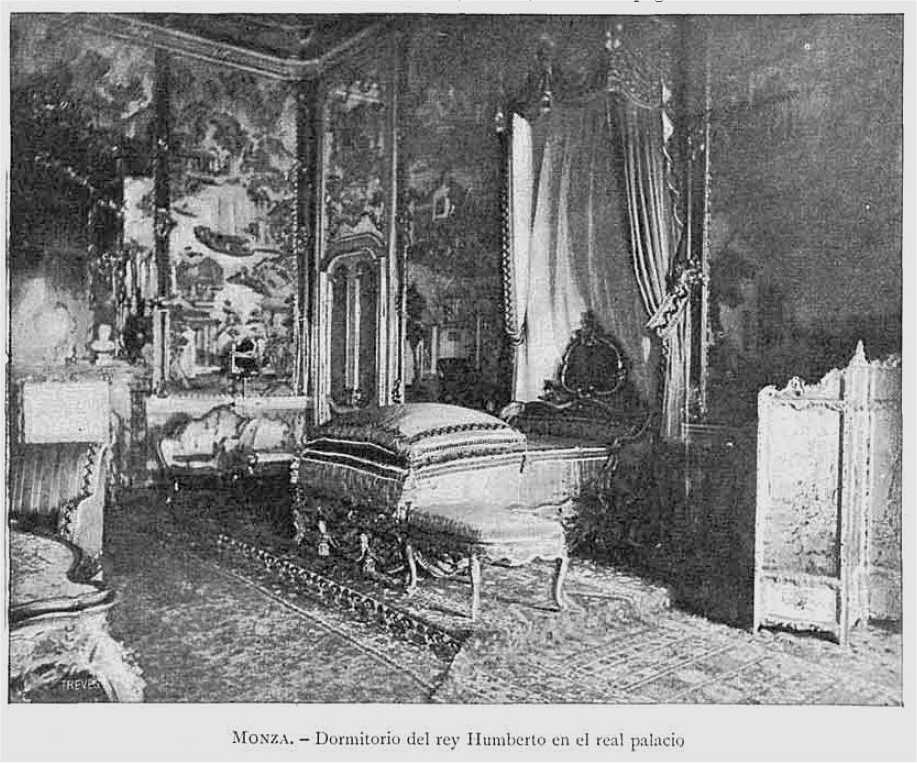
La chambre de Umberto I dans la Villa Reale de Monza photographiée le 24 août 1900

Le complexe de la Villa comprend la chapelle royale, la Cavallerizza, la Rotonda dell'Appiani, le Teatrino di Corte, le Orangerie.
Au premier étage noble se trouvent les salles de réception, les appartements de Humbert Ier et de la reine Marguerite.
La façade est de la Villa s'ouvre sur les Jardins de « style anglais » conçus par Piermarini.

### L'Orangerie

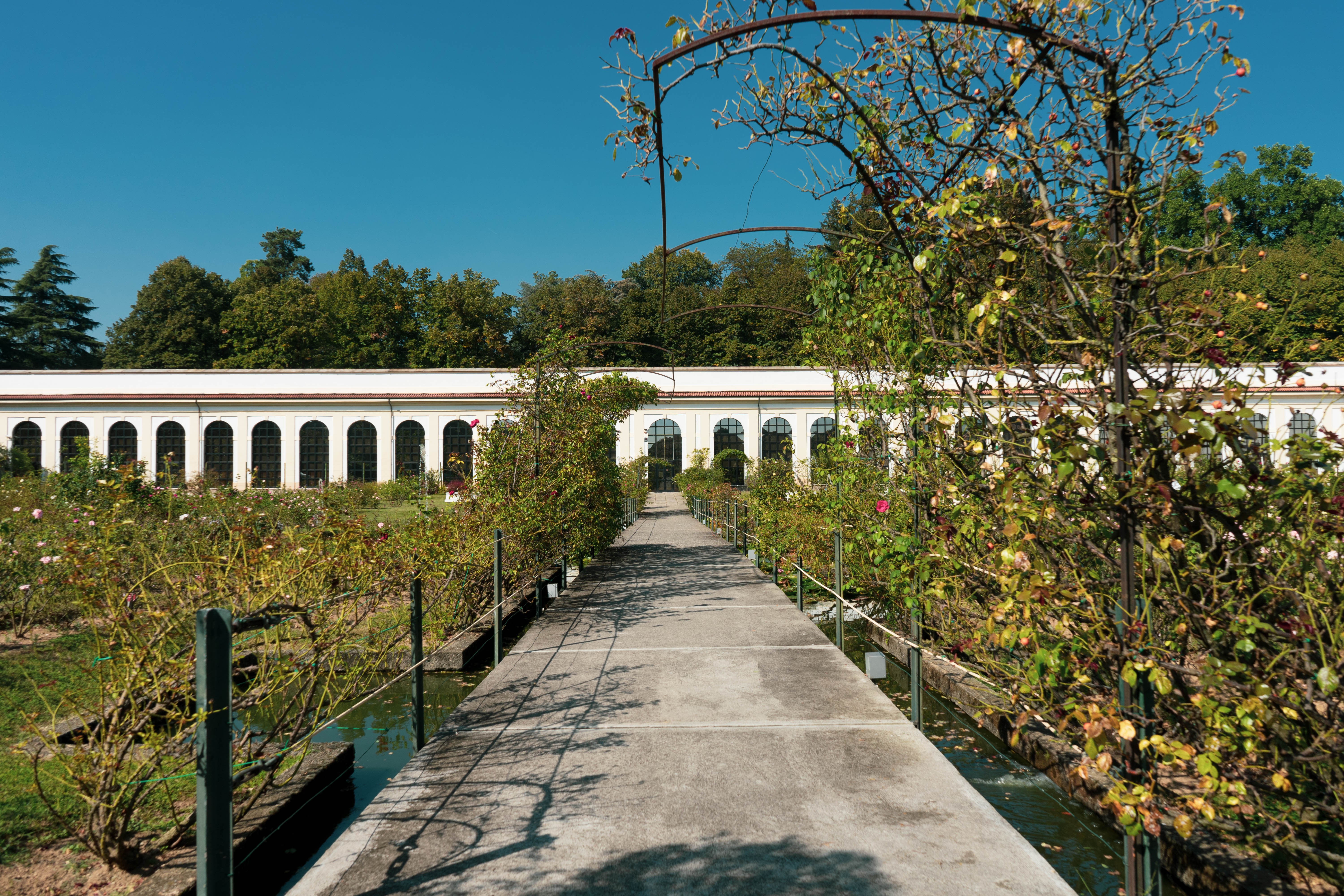
L'Orangerie et le roseraie Niso Fumagalli

Le bâtiment destiné aux serres desservant les jardins de la Villa a été construit en 1790. Recherché par l'archiduc Ferdinand d'Autriche-Este à l'occasion du vingtième anniversaire de son mariage avec Marie-Béatrice d'Este, il s'appelait Orangerie dans le projet original de Giuseppe Piermarini et aujourd'hui il est communément connu sous le nom de il Serrone.
Située sur le côté nord de la villa, elle y était reliée par un couloir appelé "Passage des Dames" à travers une petite salle circulaire, aujourd'hui appelée la Rotonda dell'Appiani du nom de l'auteur des fresques dédiées à la villa. mythe de Cupidon et Psyché, qui le décorent.
La pièce, de taille impressionnante, est orientée au sud et reçoit la lumière grâce à une longue série de grandes fenêtres. Dans ce lieu, outre l'abri hivernal des plantes les plus délicates et des plantes exotiques en général, à l'époque des Habsbourg, diverses expositions étaient également organisées pour la cour.
Après les restaurations du XXe siècle, le bâtiment est aujourd'hui utilisé comme lieu d'expositions d'art temporaires.
Dans la seconde moitié du XXe siècle une vaste roseraie Niso Fumagalli fut plantée devant le Serrone, dédiée plus tard à son créateur, l'industriel Niso Fumagalli, dans laquelle, au Au mois de mai de chaque année, un concours floral est annoncé, organisé par l'Association Italienne des Roses.

## Liens
- V Triennale de Milan